# Christoph von Dohnányi
Christoph von Dohnányi (Berlín (Alemanya), 8 de setembre, 1929), és un director d'orquestra i director artístic alemany.

## Biografia
Dohnányi és fill de l'advocat i posterior resistent Hans von Dohnanyi i de Christine Bonhoeffer, germana de Dietrich Bonhoeffer. Va assistir a la Thomasschule de Leipzig, on va ser membre del St. Thomas Choir, a la Benedictine High School d'Ettal i a la Victoria High School de Potsdam. Com el seu germà Klaus, inicialment va estudiar dret a la Universitat de Munic i després va passar a la composició, el piano i la direcció a la Universitat de Música i Teatre de Munic, després es va allotjar a la Villa Stuck, on va completar els seus estudis amb la distinció "Richard, Premi Strauss". Després va continuar els seus estudis amb el seu avi Ernő Dohnányi, pianista, compositor i director d'orquestra, a la Florida State University i va participar en un curs de direcció a Tanglewood, on va conèixer Leonard Bernstein.
Va rebutjar ofertes de Bernstein a Nova York i de László Halász a Hollywood. En canvi, va tornar a Alemanya i es va convertir en l'assistent de Georg Solti a l'Òpera de Frankfurt el 1953. Als 27 anys, va ser nomenat el director general de música més jove d'Alemanya al Teatre de Lübeck. De 1963 a 1966 va ser GMD del Teatre Estatal de Kassel. Del 1964 al 1969 també va dirigir l'Orquestra Simfònica de la Ràdio de Colònia. Des de 1968 és director general de música i des de 1972 director addicional de l'Òpera de Frankfurt, per a la qual ha acompanyat membres com ara: Agnes Baltsa, Ileana Cotrubas, Éva Marton, Julia Varady i Hildegard Behrens, i l'Orquestra de l'Òpera i Museu de Frankfurt. De 1977 a 1984, von Dohnányi va ser director artístic i director general de música de l'Òpera Estatal d'Hamburg i director en cap de l'Orquestra Filharmònica Estatal d'Hamburg. La seva carrera internacional com a director d'orquestra va començar a Hamburg.
De 1982 a 1984, von Dohnányi va ser director musical designat de l'Orquestra de Cleveland i es va convertir en el seu sisè director musical, càrrec que va ocupar durant divuit anys de 1984 a 2002. El setembre de 2002, l'Orquestra de Cleveland el va nomenar el seu primer premi de director musical. De 1997 a 2008 també va ser director principal i assessor artístic de l'Orquestra Philharmonia de Londres, on va ser el seu primer director convidat des de 1994. L'any 2008 va esdevenir director honorari per vida de l'Orquestra Filharmònica. De 1998 a 2000 també va ser director titular i assessor artístic de l'"Orchestre de París".
Von Dohnányi va dirigir la Filharmònica de Viena en concerts i ha l'Òpera Estatal de Viena i regularment la Filharmònica de Berlín centenars de vegades. Com a director d'òpera, Christoph von Dohnányi ha dirigit produccions a la Royal Opera House Covent Garden, l'Òpera Metropolitana, l'Òpera de San Francisco, l'Òpera Lírica de Chicago i l'Òpera Nacional de París.
El 2004, von Dohnányi va tornar a Hamburg i va dirigir l'Orquestra Simfònica NDR, ara l'Orquestra Filharmònica de l'NDR Elb, com a director en cap fins al 2010. Des de 2002, von Dohnányi ha estat convidat habitual de l'Orquestra Filharmònica de Nova York, l'Orquestra Simfònica de Boston, l'Orquestra de Cleveland, l'Orquestra de Filadèlfia, l'Orquestra Simfònica de Chicago, la Filharmònica de Los Angeles, la Simfònica de Kansas City i la National Orquestra Simfònica de Washington D.C. i la Filharmònica d'Israel. És convidat habitual a Tanglewood, el festival d'estiu de l'Orquestra Simfònica de Boston, on també treballa amb la "Tanglewood Music Center Orchestra", l'orquestra dels estudiants. També va dirigir les orquestres de la Juilliard School de Nova York, el New England Conservatory de Boston, el Curtis Institute de Filadèlfia, el "Cleveland Institute of Music" i la "Civic Orchestra de Chicago".

## Obres
Durant les seves dues dècades amb l'Orquestra de Cleveland, von Dohnányi va gravar totes les simfonies de Beethoven, Brahms i Schumann i va seleccionar obres d'Anton Bruckner, Mahler i Richard Strauss amb aquesta orquestra. La col·laboració amb la Filharmònica de Viena va donar com a resultat enregistraments de Wozzeck de Berg, Der fliegende Holländer de Wagner, Salomé de Strauss, Expectation de Schönberg i un enregistrament complet de les simfonies de Mendelssohn.
Von Dohnányi, que va trobar col·legues artístics a Frankfurt amb Gerard Mortier, Peter Mario Katona i Klaus Schultz per la seva idea d'espolsar l'òpera i el teatre musical, també es preocupa per la música nova; A més de nombroses obres orquestrals, també va produir: de György Ligeti, Harrison Birtwistle i John Adams també The Young Lord (1965) i The Bassarids (1966) de Hans Werner Henze, així com Baal (1981) de Friedrich Cerha per a l'estrena.
Von Dohnányi també s'ha distingit com a mentor. Alan Gilbert, més tard director en cap de la Filharmònica de Nova York, va ser l'assistent de Dohnányi a l'Orquestra de Cleveland de 1995 a 1997. Jens Georg Bachmann, més tard director en cap i director artístic de l'Orquestra Simfònica de Xipre[7], va ocupar el mateix càrrec a l'NDR. Orquestra Simfònica del 2007 al 2009[8 ].
Durant el seu temps a l'Òpera Estatal d'Hamburg von Dohnányi també va ensenyar a la Universitat de Música i Teatre d'allà; Entre els seus graduats hi havia, entre d'altres: el director d'orquestra alemany Michael Boder.

## Família
Article principal: Dohnányi (família noble) a la Viquipèdia alemanya
Christoph von Dohnányi va estar casat amb l'actriu Renate Zillessen, amb qui té dos fills, i després amb la cantant Anja Silja, amb qui té tres fills. Està casat amb Barbara Koller per tercera vegada. Dohnányi té cinc fills; el seu fill del seu primer matrimoni és l'actor Justus von Dohnányi (* 1960). El seu germà és el polític Klaus von Dohnanyi.

## Premis
Dohnányi és:
- Commandeur de l'Orde de les Arts i les Lletres;
- Premi Bartók (Hongria);
- Placa Goethe de la ciutat de Frankfurt del Main;
- Premi d'Art i Ciència d'Hamburg;
- Gran Creu del Mèrit de la República Federal d'Alemanya;
- Gran Medalla d'Honor de Plata al Mèrit sobre la República d'Àustria[5] (1992).
- Doctor honoris causa per la Kent State University,
- Case Western Reserve University;
- Oberlin College, Eastman School of Music
- Cleveland Institute of Music.
- 1951: Premi Richard Strauss de la ciutat de Munic
- 1978: Membre de l'Acadèmia Lliure d'Arts d'Hamburg
- 1992: "Conductor de l'any" per Musical America
- 2002: Director musical Laureat de l'Orquestra de Cleveland
- 2008: Director Honorari Vitali de l'Orquestra Filharmònica
- 2013 va rebre el títol de doctor honoris causa per la Royal Academy of Music de la Universitat de Londres.
- 2020: Medalla Johannes Brahms de la Ciutat Lliure i Hanseàtica d'Hamburg